# 水和反応
水和反応（すいわはんのう、Hydration reaction）は、有機化学に於いて、アルケンを作る炭素 - 炭素二重結合の炭素にそれぞれヒドロキシル基と水素イオン（プロトン）が付加する化学反応である。普通、この反応は強酸性の水溶液で行われる。反応で2成分に分解する加水分解とは異なる反応である。
水和反応の一般的な反応式は次のように表される。
{\displaystyle {\mbox{R}}{\mbox{C}}({\mbox{R}}')={\mbox{CH}}_{2}\ +{\mbox{H}}_{2}{\mbox{O}}{\xrightarrow {\mbox{strong acid}}}\ {\mbox{R}}{\mbox{CR}}'({\mbox{OH}})-{\mbox{CH}}_{3}}
まず、マルコフニコフ則に従ってプロトンは置換基の少ない二重結合の炭素に結合する。次に、水分子が置換基のより多い方の炭素に結合する。陽電荷を帯びた酸素原子は余分なプロトンを放出して酸が再生される。
この反応は強酸・高温という激しい条件で行われるため多くの副生成物を生じる。そのためアルコールを作る有効な方法とは考えられていない。

## 機構
次の例は1-メチルシクロヘキセンが1-メチルシクロヘキサノールになる反応機構で、酸触媒に硫酸を使っている。

## カルボニル基の水和反応
カルボニル基をもつ物質（例えばアセトン）は酸触媒または塩基触媒で水和反応（求核付加反応）を起こしジェミナルジオール（gem-ジオール、1,1-ジオール）を与える。この反応は平衡反応である。